# Periferní cévní onemocnění
Periferní cévní onemocnění je onemocnění projevující se přerušovanými silnými křečovými bolestmi pracujících svalů, které mají nedostatek živin a kyslíku. Trpí jím asi 25 % pacientů ischemické choroby srdeční a častěji bývají postiženi muži.
Ateroskleróza spolu s dalšími druhy periferních cévních onemocnění může přispět k částečnému nebo úplnému uzávěru hlavních tepen zásobujících dolní končetiny.
(Stejskal, 2009) uvádí, že velké množství studií prokázalo, že cvičení zvyšuje průtok krve dolními končetinami a redukuje nebo dokonce zcela eliminuje v časném stadiu symptomy periferního onemocnění cév. Dále uvádí, že nejlepší výsledky byly dosaženy na základě dlouhotrvajícího chodeckého tréninku, jehož intenzita se postupně snižovala.